# Benigna di Breslavia
Benigna di Breslavia (... – Breslavia, 1241) è stata una monaca cristiana polacca.

## Biografia
Santa Benigna era nata tra il XII e XIII secolo in Polonia. Divenne una suora dell'Ordine Cistercense a Trzebnica. Fu martirizzata durante un attacco dei Tartari nel 1241 a Breslavia.

## Culto
È venerata dalla Chiesa cattolica e il suo ricordo ricorre il 20 giugno. Lo stesso giorno si festeggia il Santo Benigno di Breslavia, anche lui monaco dell'Ordine Cistercense a Breslavia, ucciso nel 1200 dai Tartari. Ci sono tutte le ragioni per credere che sia la stessa persona.